# Heinkel HD 34
Хейнкель HD 34 (нем. Heinkel HD  34) — бомбардировщик-разведчик. Самолёт выполнял дальние разведывательные полеты, применялся для обучения навигации штурманов при выполнении дальних полетов. Самолёт был рассчитан на 3 члена экипажа: два члена экипажа размещались бок о бок в передней кабине, третий член экипажа — в задней кабине. 26 июня 1928 года пилот фон Пронжински потерял контроль над самолётом, в результате аварии HD 34 получил серьёзные повреждения. Было решено не восстанавливать самолёт, так как ремонт обошелся бы слишком дорого.

## Лётно-технические характеристики
| Модификация                 | HD 34                                               |
| Размах крыла, м             | 18,00                                               |
| Длина, м                    | 11,73                                               |
| Высота, м                   | 4,84                                                |
| Площадь крыла, м2           | 85,40                                               |
| Масса, кг                   |                                                     |
| пустого самолёта            | 3000                                                |
| нормальная взлетная         | 4500                                                |
| Тип двигателя               | 2 ПД BMW VI                                         |
| Мощность, л. с.             | 2 х 750                                             |
| Максимальная скорость, км/ч | 266                                                 |
| Крейсерская скорость, км/ч  | 220                                                 |
| Продолжительность полета, ч |                                                     |
| Практический потолок, м     | 7600                                                |
| Экипаж, чел                 | 2-3                                                 |
| Вооружение:                 | планировалось — четыре 7.7-мм пулемета легкие бомбы |